# 外延
外延（Extension）是指一个想法或（语言）表达延伸到所适用于的事物之外构成；它是相对于内涵的。这个一般概念来自语义学，也适用于一些其他领域。

## 数学
在数学中，数学概念的“外延”是这个概念所指定的集合。
例如，函数的外延是由函数的参数和值配对的有序对；换句话说，是这个函数的曲线图。抽象代数比如群中的对象（客体）的外延是这个对象的底层集合。集合的外延当然是这个集合自身了。集合可以捕获任何事物的外延的观念是公理化集合论中在外延公理背后的想法。
这种外延经常用在基于集合论的当代的数学中，所以它可以叫做暗含的假定。它可以在不同的情况下意味着不同的事物，所以没有术语“外延”的普遍性定义。

## 计算机科学
在计算机科学中，有些数据库教科书使用术语“内涵”来称呼数据库的模式，使用“外延”来称呼一个数据库的特定实例。

## 语义学
在哲学语义学或语言哲学中，一个概念或表达的“外延”是它所延伸到的或它所适用于的事物的集合，如果它是用一个单一的对象凭自身就能满足的那种概念或表达。这种概念和表达是“一元”（monodic）或“一位”（one-place）概念和表达。
牟宗三則將外延定義為：「具有定義所確定的內容之概念所應用的分子之全體，存在的或不存在的」。
所以“狗”这个词的外延是世界上所有（过去、现在和未来）的狗：这个集合包括費多、Rover、靈犬萊西、Rex等等。短语“维基百科读者”的外延是每个曾经阅读过维基百科的人，包括你。
一个完整“句子”的外延，相对于一个词或短语，（自1892年弗雷格起）是用它的真值来定义的。因为萊西确实‘是’著名的，所以“萊西是著名的”的外延是真值‘真’。
一些概念和表达，它们不适用于单独的对象，而是充当对象到对象的关联。例如，词“以前”和“以后”不适用于单独的对象——说“Jim在以前”或“Jim在以后”是没有意义的——而是一个事物联系着另一个事物，比如“婚礼在招待会之前”和“招待会在婚礼之后”。这种“关系”（relational）或“多元”（polyadic，或“多位”（many-place））概念和表达也有它们的外延，就是所有满足谈及的概念或表达的对象序列的集合。所以"以前"的外延是所有的第一个在第二个之前的所有对象的（有序）对的集合。

## 形而上学蕴涵
在形而上学中有一个持续的争论，除了真实的、存在的事物，是否有不真实的或不存在的事物。如果有--就是说有着可能的但不真实的狗（某些不真实但可能的种类的狗），或不存在的人（比如福尔摩斯），那么这些事物也可以在在各种概念和表达的外延中出现。如果没有，就是只有存在的真实的事物可以在概念或表达的外延中。可能存在着只是可能但不真实的事物。(它们可能存在于另一个宇宙中，这些宇宙是其他的"可能世界"--是对真实世界的可能的替代者)。可能某些真实的事物是不存在的。(福尔摩斯好像是虚构人物的一个真实的例子；你可以认为柯南道尔能够发明很多其他人物，尽管他实际上只发明了福尔摩斯。)
对于不再存在的对象也有类似的问题。比如，术语"苏格拉底"的外延，好像是一个（目前）不存在的对象。自由逻辑尝试避免某些这种问题。

## 普通语义学
在普通语义学中一些基本公式严重的依赖于外延的计算/评估，超过了内涵。